# Vito Dell’Aquila
Vito Dell'Aquila (ur. 3 listopada 2000 w Mesagne) – włoski zawodnik taekwondo, mistrz olimpijski, brązowy medalista mistrzostw świata i Europy.
W 2021 roku wystąpił na igrzyskach olimpijskich w Tokio i zdobył złoty medal olimpijski w kategorii do 58 kg. 
W 2014 roku został mistrzem świata kadetów w kategorii do 49 kg, w 2015 roku młodzieżowym mistrzem Europy w kategorii do 48 kg, w 2017 roku mistrzem Europy juniorów w kategorii do 54 kg i młodzieżowym mistrzem Europy w kategorii do 55 kg. W 2017 roku zdobył brązowy medal seniorskich mistrzostw świata w kategorii do 54 kg, a rok później w tej samej kategorii brązowy medal mistrzostw Europy.